# محمد عابد الجابری
محمد عابد جابری (عربی: محمد عابد الجابری) (زادهٔ ۲۷ دسامبر ۱۹۳۶ در مراکش - ۳ مه ۲۰۱۰) استاد فلسفه و اندیشهٔ عربی-اسلامی دانشکده ادبیات در رباط و از روشنفکران بنام معاصر جهان عرب بود. او در سال ۱۹۳۶ متولد شد و در سال ۱۹۶۷ دیپلم مطالعات عالی در فلسفه را گرفت و سپس به مدرک دکترا با موضوع دولت در فلسفه در سال ۱۹۷۰ از دانشکده ادبیات رباط نایل شد.
یکی از برنامه‌های پژوهشی وی که تاکنون منجر به چاپ چهار جلد کتاب شده، نقد عقل عربی است. وی بر آن است می‌توان نقد عقل عربی زمینه را برای قرائتی علمی و آگاهانه از میراث مهیا کرد.
جابری عقل عربی را نتیجهٔ فرهنگی می‌داند که بر سه نظام معرفتی استوار است: نظام زبانی عربی یا بیان؛ نظام غنوسی ایرانی هرمسی یا عرفان و نظام عقلانی یونانی یا برهان.

## منتخبی از آثار عابد الجابری
اندیشه عربی به‌ویژه عقلانیت سیاسی و اجتماعی آن از گذشته‌های دور از مشکلات و کاستی‌های متعددی رنج برده و اکنون نیز از این امر رنج می‌برد. این کاستی‌ها از ضعف و نقصان در بینش و کوتاهی در نگرش و راهبرد و وجود غبار در نگاه به جلو تا عجز کامل در راه رسیدن به توافق پایدار با دیگران بر اساس رضایت متقابل را شامل می‌شود که این وضعیت از زمانهای قدیم تاکنون بر عقل عربی سایه افکنده‌است.
- نقد عقل سیاسی در اسلام؛ ترجمهٔ عبدالرضا سواری، انتشارات گام نو
- قرائتی معاصر از میراث فلسفی‌مان (۱۹۸۰)، (عربی: نحن و التراث: قراءات معاصرة فی تراثنا الفلسفیة) (بخش‌هایی از آن به فارسی ترجمه شده‌است: ما و میراث فلسفی‌مان: خوانشی نوین از فلسفهٔ فارابی و ابن سینا، ترجمهٔ سید محمد آل‌مهدی، تهران: نشر ثالث، ۱۳۸۷)
- «سقراط‌هایی از گونه دیگر» روشنفکران در تمدن عربی؛ ترجمه سید محمد آل مهدی، تهران: نشر فرهنگ جاوید، ۱۳۸۹.
- «نقد عقل عربی، تکوین عقل عربی» پژوهشی ساختارگرا در شکل‌گیری عقل کلاسیک عرب؛ ترجمه سید محمد آل مهدی، تهران: انتشارات نسل آفتاب، ۱۳۸۹.
- «خوانشی نوین از فلسفهٔ مغرب و اندلس» ترجمه سید محمد آل مهدی، تهران:نشر ثالث، ۱۳۹۱.

«خوانشی نوین از زندگی و فلسفه ابن رشد» ترجمه سید محمد آل مهدی، تهران، انتشارات نسل آفتاب، ۱۳۹۲
«سنت و مدرنیته» (عربی: التراث و الحداث) ترجمه سید محمد آل مهدی، تهران، انتشارات دنیای اقتصاد، ۱۳۹۵
- عصبیت و دولت: ویِژگی‌های نظریه ابن خلدون دربارهٔ تاریخ عربی-اسلامی (۱۹۷۱)
- شکل‌گیری عقل عربی (نقد عقل عربی ۱)
- ساختار عقل عربی (نقد عقل عربی ۲)
- عقل سیاسی عربی (نقد عقل عربی ۳)
- عقل اخلاقی عربی (نقد عقل عربی ۴)
- مقدمه‌ای بر قرآن؛ تشکیک در سلامت قرآن از تحریف
- مقدمه‌ای بر معرفت‌شناسی: عقلانیت معاصر و پیشرفت اندیشه علمی
- شناخت قرآن کریم یا تفسیر روشن بر اساس شأن نزول: تفسیر سه جلدی قرآن

## نقد جابری
برخی نگاه وی را کاملاً ایدئولوژیک، غیرتاریخی و غیرعلمی می‌دانند.

## نظریات جابری
فرهنگ عربی همواره میان دو گونه نظام معرفتی در حرکت بوده‌است که هر کدام نماینده یک نظام ایدئولوژیک هستند که با نظام دیگر تعارض دارد. از یک طرف نظام سنت قرار دارد که امری معقول و مورد قبول جابری است و از طرف دیگر نظام شیعی و هرمسی ایرانی مشرقی قرار دارد. جابری معتقد است تنها نظام سنت است که ریشه در اسلام دارد و و می‌تواند نماینده دیدگاه معقول دینی باشد. در حالیکه سنت دوم ریشه در تفکرات ایرانی و هرمسی دارد و امری نامعقول محسوب می‌شود.
یکی از ویژگی‌های آثار جابری توجه به تعاریف بومی و تاریخی است که اندیشمندان سلف اسلامی از واژگان علمی اراده کرده‌اند. او می‌کوشد تا از خلط تعاریف جدید با تعاریف قدیمی بپرهیزد که نمونه بارز آن را می‌توان در فرهنگ اصطلاحات علم عمران ابن خلدون مشاهده نمود. برای مثال واژه دولت در اندیشه ابن خلدون با مفهوم امروزین دولت متفاوت است و جابری خواننده را متوجه ابن تفاوت می‌کند.

## پانوشت‌ها
1. ↑  Maroc: décès du philosophe marocain de renom Mohamed Abed Al-Jabri | LeMatin.ch
2. ↑  Book review, Texas University Press
3. ↑  هاشمی: ۱۳۸۳
4. 1 2  جنیدی جعفری، محمود؛ جلالی، سید سعید، بررسی و نقد دیدگاه محمد عابد الجابری دربارهٔ تشیع، حکمت معاصر :: تابستان 1392، سال چهارم - شماره 2
5. ↑  صفحه 45 الی 83 فرهنگی اصطلاحات علم عمران محمد عابد الجابری از کتاب ابن خلدون تألیف و ترجمه کامیار صداقت ثمرحسینی